# رامبوك: برلين أونديد
رامبوك: برلين أونديد (بالألمانية: Rammbock: Berlin Undead) هو فيلم رعب تم إنتاجه في ألمانيا وصدر سنة 2010 بطولة إيميلي كوكس ومن إخراج مارفن كرين.

## القصة
مايكل، الذي انفصل مؤخرًا عن جابي، يزور شقتها في برلين لإعادة مفاتيحها ونأمل أن تنقذ العلاقة. وجد هناك سباكين ولا يعلمان مكانها. بينما يحاول مايكل الاتصال بـ «غابي»، يحول فيروس الغضب الناس إلى أكلة لحوم البشر متعطش للدماء، ويهاجم أحد السباكين مايكل. بينما تسقط برلين في حالة من الفوضى، قام مايكل والعامل المتبقي، هاربر، بتحصين نفسيهما في المجمع السكني والاستعداد للهجوم. وسرعان ما أدركوا أن فيروس الغضب يمكن إخفاؤه مؤقتًا بالبقاء هادئين أو استخدام المهدئات يتعلمون أيضًا أن المصابين حساسون للضوء. يستخدم الزوج هذا الضعف لمحاولة الاتصال مع السكان الآخرين في المجمع السكني. يحاول مايكل وهاربر وأنيتا، أحد السكان، الهروب من المبنى السكني والتوجه إلى غابي، التي يعتقد مايكل أنها في خطر.

## وصلات خارجية
رامبوك: برلين أونديد على موقع IMDb (الإنجليزية)
- رامبوك: برلين أونديد على موقع روتن توميتوز (الإنجليزية)
- رامبوك: برلين أونديد على موقع نتفليكس (الإنجليزية)
- رامبوك: برلين أونديد على موقع ألو سيني (الفرنسية)
- رامبوك: برلين أونديد على موقع Turner Classic Movies (الإنجليزية)
- رامبوك: برلين أونديد على موقع أول موفي (الإنجليزية)
- رامبوك: برلين أونديد على موقع فيلمافينيتي (الإسبانية)
- رامبوك: برلين أونديد على موقع قاعدة بيانات الفيلم (الإنجليزية)
- رامبوك: برلين أونديد على موقع ليتربوكسد (الإنجليزية)
- رامبوك: برلين أونديد على موقع كينوبويسك (الروسية)